# 이중근 (1935년)
이중근(李重根, 1935년 ~ 2001년 12월 25일)은 대검찰청 차장검사와 청와대 법무수석비서관을 역임한 법조인이다. 부인 최옥자와 사이에 2남 1녀가 있다.

## 생애
1935년 부산광역시에서 태어나 서울대학교 법학과를 졸업하고 1956년 제8회 고등고시 사법과에 합격했다. 육군 법무관을 거쳐 1961년 10월 24일 부산지방검찰청 검사에 임용되었다. 서울대학교 행정대학원을 수료했다. 취미는 원예와 바둑이다. 
부산지방검찰청 검사로 있으면서 "파주의 일당 2명이 두형이를 유괴했다는 말을 한 것을 들었다", "파주에서 오모 마담이 경영하는 모나코인지 몬테카를로인지 바에 잘 오는 불량배가 두형 집에 협박편지를 내는 것을 두번이나 보았다"고 진술하는 것에서 단서를 캐낼려고 했지만 전과 3범이 5범이라고 허위 진술, 거주지라고 말하는 곳에서 거주한 사실이 없는 점, 동아여객에 침입한 권총 강도의 범인이라고 자처하며 경찰을 놀린 점을 근거로 "진실하지 않다"고 판단하여 종결 처분했다.
다부진 성격에 두뇌 회전이 빠르면서도 꼼꼼하고 치밀한 성격으로 검찰 내에서 알려진 이중근은 서울지방검찰청 검사로 있으면서 열차 공안원들과 공모한 조직적인 열차 소매치기 사건을 수사하였으며 대검찰청 형사2부장으로 있으면서 서울지방법원 남부지원 이상훈 등 탈주 사건의 수사본부장을 맡았다.
고등고시 8회 출신으로 배명인, 김석휘 같은 다른 동기생에 비해 승진이 늦었으나 대검찰청 차장검사로 발탁되어 3월 5일 부임했다가 1985년 3월 11일자로 청와대 비서실에 신설된 차관급 법무수석 비서관에 3월 9일 임명되었다.
2001년 12월 25일 숙환으로 사망했다.

## 경력
- 1961년 10월 24일 부산지방검찰청 검사
- 1965년 춘천지방검찰청 원주지청 검사
- 1967년 법무부 법무과 검사 (서울지방검찰청 검사 겸임)
- 1969년 서울지방검찰청 검사
- 1973년 대구지방검찰청 김천지청 지청장
- 1973년 서울고등검찰청 검사
- 1976년 서울지방검찰청 수원지청 부장검사
- 1977년 서울지방검찰청 영등포지청 부장검사
- 1979년 서울지방검찰청 부장검사
- 1980년 부산지방검찰청 제1차장검사
- 1980년 서울지방검찰청 제1차장검사
- 1981년 대검찰청 형사2부장검사
- 1981년 12월 17일 ~ 1983년 7월 31일 제5대 수원지방검찰청 검사장
- 1983년 8월 1일 ~ 1985년 3월 4일 제25대 부산지방검찰청 검사장
- 1985년 2월 28일 ~ 1985년 3월 9일 대검찰청 차장검사
- 1985년 3월 11일 대통령 법무비서실 법무수석비서관 (신설 차관급)
- 1988년 이중근법률사무소 (서울)
- 1996년 아주종합 법무법인 대표 변호사
- 1999년 휴업